# Bozdíš
Bozdíš (německy Wostirschen) je malá vesnice, část obce Meclov v okrese Domažlice v Plzeňském kraji. Nachází se asi čtyři kilometry jihovýchodně od Meclova. Je zde evidováno 14 adres. V roce 2011 zde trvale žilo devět obyvatel.
Bozdíš je také název katastrálního území o rozloze 1,97 km².

## Název
Název vesničky prošel pozoruhodným vývojem od Boiches, přes Rozděš, Bozděš, Wastissen, Wozdiršen až k úředně vytvořenému názvu (roku 1854) Ostříží. Takto se ves oficiálně nazývala až do roku 1923.

## Historie
První písemná zmínka o vesnici pochází z roku 1420.

## Obyvatelstvo
| Rok            | 1869 | 1880 | 1890 | 1900 | 1910 | 1921 | 1930 | 1950 | 1961 | 1970 | 1980 | 1991 | 2001 | 2011 | 2021 |
| -------------- | ---- | ---- | ---- | ---- | ---- | ---- | ---- | ---- | ---- | ---- | ---- | ---- | ---- | ---- | ---- |
| Počet obyvatel | 92   | 100  | 85   | 85   | 93   | 76   | 82   | 50   | 41   | 26   | 15   | 8    | 2    | 9    | 14   |
| Počet domů     | 16   | 16   | 16   | 16   | 15   | 14   | 14   | 15   | 15   | 10   | 7    | 5    | 6    | 9    | 12   |

## Obecní správa
Při sčítání lidu v letech 1850–1879 Bozdíš byl osadou obce Třebnice v okrese Horšův Týn. V letech 1880–1949 bylo samostatnou obcí v okrese Horšovský Týn (v letech 1890–1910 Horšův Týn). V letech 1950–1980 byl znovu osadou obce Třebnice, se kterým patřil nejprve do okresu Horšovský Týn, ale od roku 1960 v okrese Domažlice. Od 1. července 1980 je částí obce Meclov v okrese Domažlice. V letech 1880–1899 k obci patřily Mrchojedy a v letech 1880–1920 také Jeníkovice a Němčice.

## Galerie

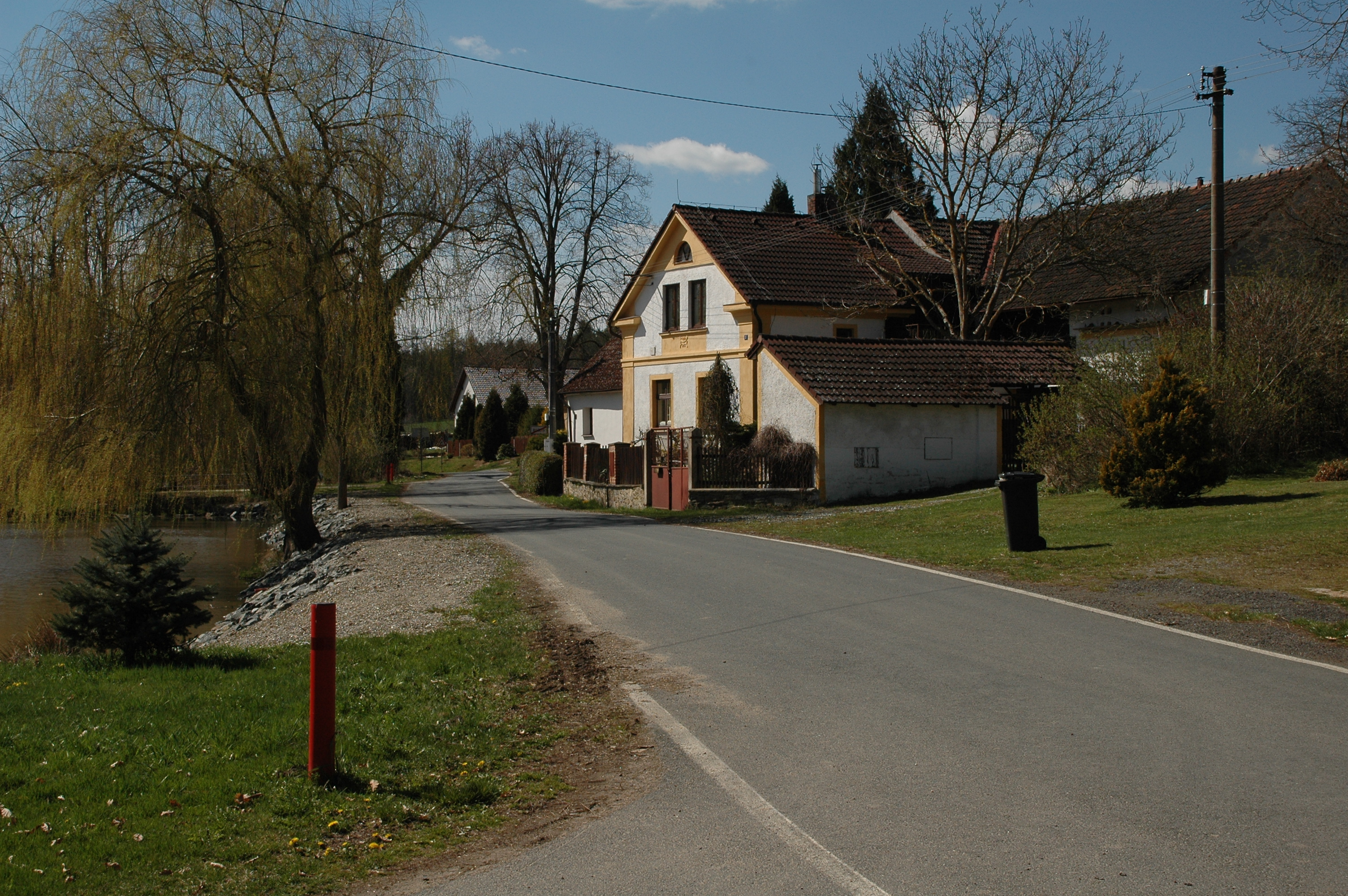
Silnice
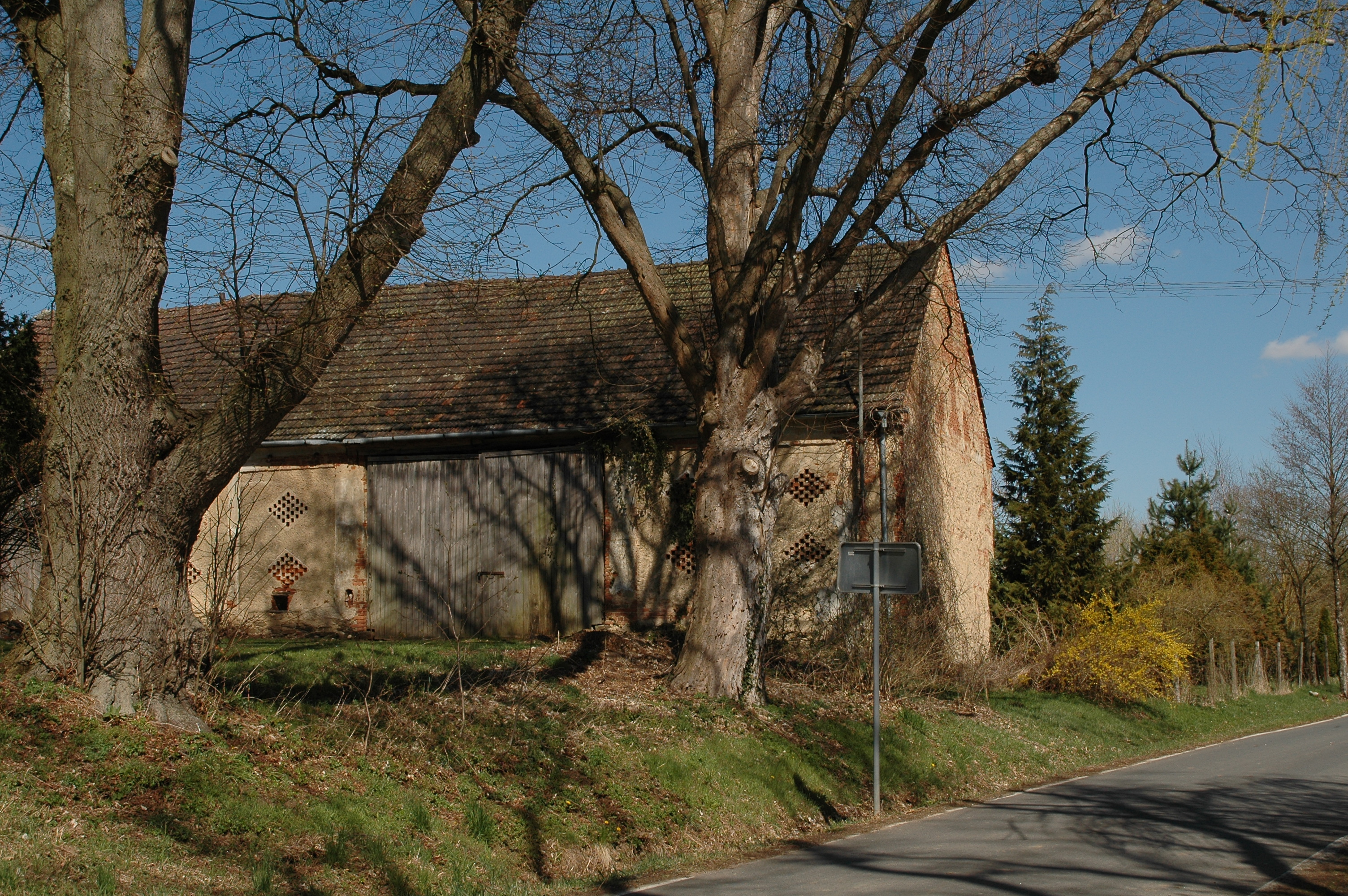
Stodola
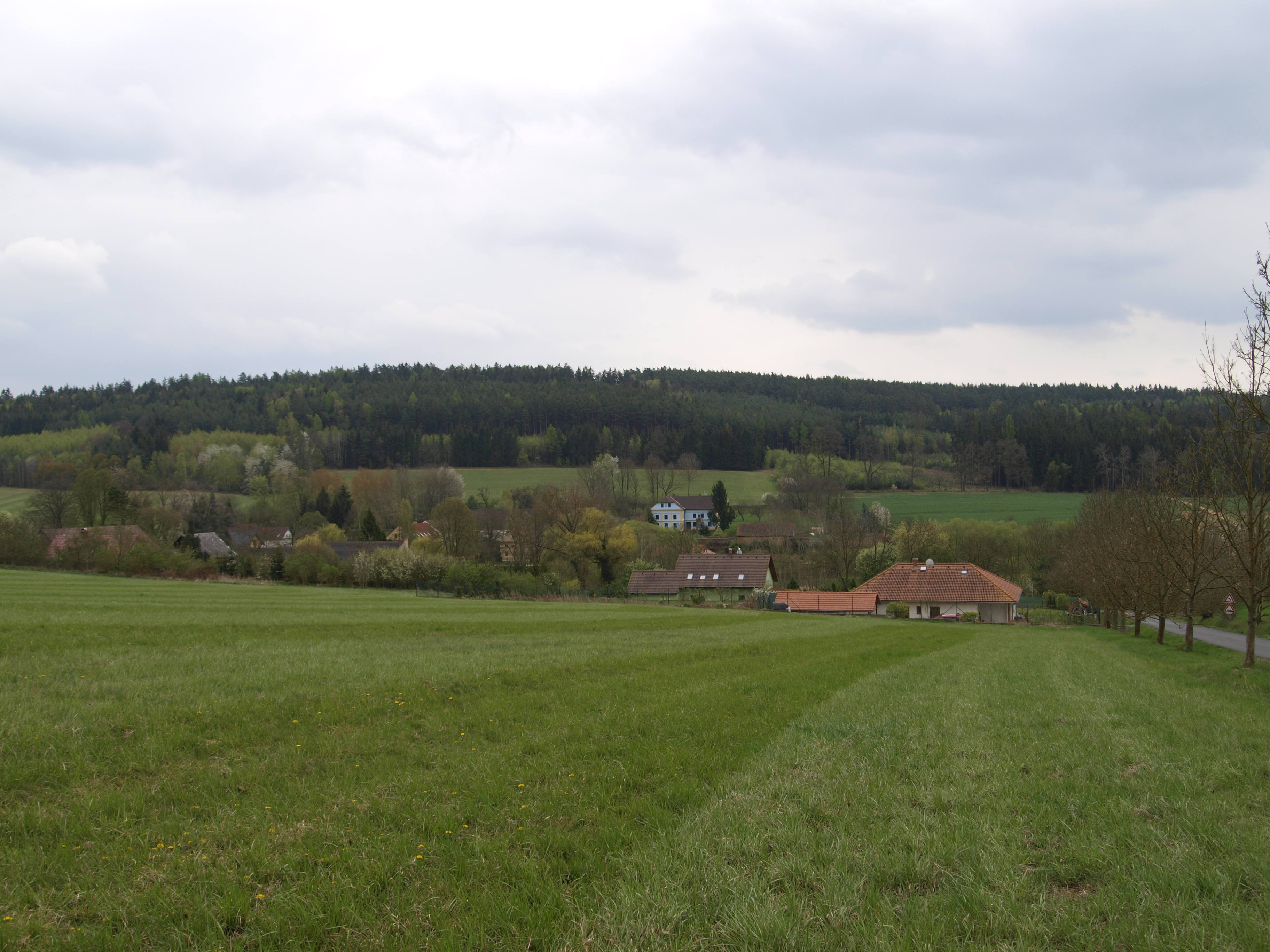
Pohled zdáli